# زمن التجلط
يشير مصطلح زمن التجلط إلى الزمن اللازم لـتخثر عينة من الدم في المختبر تحت ظروفٍ قياسية.
وهناك طرق مختلفة لتحديد زمن التجلط، ومنها الطريقة الأكثر شيوعًا وهي طريقة الأنبوب الشَعْرِيّ، التي تتأثر بمستويات أيون الكالسيوم والعديد من الأمراض، وتُعتبر القيمة العادية لزمن التجلط هي من خمس إلى ثماني دقائق.